# Slovenský Pohár 2024-2025
La Coppa di Slovacchia 2024-2025, conosciuta anche come Slovnaft Cup per ragioni di sponsorizzazione, è stata la cinquantaseiesima edizione del torneo, iniziata il 21 luglio 2024 e terminata il 1º maggio 2025 con la finale. Il vincitore ottiene la qualificazione per l'UEFA Europa League 2025-2026.
Il Ružomberok è la squadra campione in carica, mentre il titolo è stato vinto dallo Spartak Trnava, alla sua nona coppa nazionale.

## Formula
La Coppa di Slovacchia si gioca come un torneo a eliminazione diretta. Tutte le partite che finiscono in pareggio dopo 90 minuti vengono decise ai calci di rigore. Tutti i turni si giocano come gare secche tranne le semifinali, che si giocano su due gare.

## Calendario
| Turno             | Date              | Squadre entranti in questo turno | Squadre provenienti dal turno precedente | Numero di partite |
| ----------------- | ----------------- | -------------------------------- | ---------------------------------------- | ----------------- |
| Turno preliminare | 27-28 luglio 2024 | 56                               | 0                                        | 28                |
| Primo turno       | 7 agosto 2024     | 180                              | 28                                       | 104               |
| Secondo turno     | 28 agosto 2024    | 24                               | 104                                      | 64                |
| Terzo turno       | 25 settembre 2024 | 0                                | 64                                       | 32                |
| Quarto turno      | 16 ottobre 2024   | 0                                | 32                                       | 16                |
| Ottavi di finale  | 6 novembre 2024   | 0                                | 16                                       | 8                 |
| Quarti di finale  | 12 marzo 2025     | 0                                | 8                                        | 4                 |
| Semifinali        | 2-16 aprile 2025  | 0                                | 4                                        | 2                 |
| Finale            | 1 maggio 2025     | 0                                | 2                                        | 1                 |

## Primo turno
| Squadra 1                  | Risultato       | Squadra 2                       |
| -------------------------- | --------------- | ------------------------------- |
| 26 luglio 2024             |                 |                                 |
| NŠK Bratislava             | 1 - 1 (5-3 dtr) | Dunajská Lužná                  |
| Cífer 1929                 | 0 - 0 (9-8 dtr) | Slovan Hlohovec                 |
| 27 luglio 2024             |                 |                                 |
| Nové Mesto nad Váhom       | 2 - 2 (9-8 dtr) | Tatran Krásno nad Kysucou       |
| Nitra-Dolné Krškany        | 0 - 0 (5-4 dtr) | Nitra                           |
| Lokomotíva Bánov           | 1 - 0           | Tvrdošovce                      |
| Spartak Radôstka           | 2 - 5           | Kysucké Nové Mesto              |
| Trebatice                  | 2 - 3           | Častkovce                       |
| Kostolné Kračany           | 2 - 1           | Slovan Galanta                  |
| Šoporňa                    | 2 - 3           | Slovan Duslo Šaľa               |
| Karpaty Limbach            | 1 - 5           | Domino                          |
| Vrakuňa Bratislava         | 0 - 4           | Tomášov                         |
| Jarovce Bratislava         | 1 - 5           | Rusovce                         |
| Topoľčany                  | 0 - 0 (5-3 dtr) | Tovarníky                       |
| 1950 Priechod              | 0 - 3           | Badín                           |
| Slovenská Ľupča            | 0 - 5           | Hamsik Academy                  |
| 28 luglio 2024             |                 |                                 |
| Spartak Vysoká nad Kysucou | 3 - 5           | Bytča                           |
| Vrbové                     | 0 - 2           | Blava 1928                      |
| Kopčany                    | 3 - 2           | Sokol Borský Mikuláš            |
| Družstevník Rybky          | 2 - 2 (2-4 dtr) | Slovan Dubovce                  |
| Považan Pruské             | 2 - 3           | Spartak Kvašov                  |
| Spartak Lysá pod Makytou   | 0 - 1           | LR Crystal                      |
| Slovan Šaštín-Stráže       | 0 - 6           | Nafta Gbely                     |
| Melčice - Lieskové         | 0 - 7           | Trenčianske Stankovce           |
| Košeca                     | 0 - 0 (5-4 dtr) | Spartak Dubnica nad Váhom       |
| Tatran Uhrovec             | 0 - 2           | Banik Prievidza                 |
| Nový Život                 | 1 - 1 (2-1 dtr) | Čierny Brod                     |
| Družstevník Topoľníky      | 1 - 2           | Gabčíkovo                       |
| Horné Saliby               | 2 - 1           | Nádszeg                         |
| Bestrent Horná Krupá       | 0 - 5           | Slavoj Boleráz                  |
| Komjatice                  | 1 - 5           | Branč                           |
| Kmeťovo                    | 0 - 3           | Šurany                          |
| Sokol Starý Tekov          | 2 - 2 (2-4 dtr) | Želiezovce                      |
| Salka                      | 0 - 0 (4-3 dtr) | Štúrovo                         |
| Nevidzany                  | 2 - 2 (4-3 dtr) | Slovan Levice                   |
| Veľká Lomnica              | 2 - 4           | Harichovce                      |
| Pokrok Stará Bystrica      | 1 - 1 (4-3 dtr) | Slovan Magura Vavrečka          |
| Višňové                    | 0 - 2           | Čadca                           |
| Bešeňov                    | 0 - 4           | Nové Zámky                      |
| Veľké Lovce                | 0 - 6           | Sereď                           |
| Báb                        | 0 - 3           | KOVO Beluša                     |
| Junior Kanianka            | 2 - 4           | Baník Lehota pod Vtáčnikom      |
| AC Nitra - futbal          | 6 - 0           | Veľké Zálužie                   |
| Lozorno                    | 2 - 0           | Lokomotíva Devínska Nová Ves    |
| 6 agosto 2024              |                 |                                 |
| Pribiš                     | 0 - 0 (4-5 dtr) | Dolný Kubín                     |
| 7 agosto 2024              |                 |                                 |
| Rohožník                   | 0 - 1           | Žolík Malacky                   |
| Igram                      | 1 - 5           | Rača                            |
| Láb                        | 1 - 6           | Inter Bratislava                |
| Družstevník Odorín         | 0 - 2           | Kamenica                        |
| Vysoké Tatry               | 3 - 0           | Slavoj Spišská Belá             |
| Dunajec Spišská Stará Ves  | 0 - 3           | Kežmarok                        |
| Vehec                      | 2 - 1           | Tatran Bystré                   |
| Jasenov                    | 2 - 1           | Spartak Medzilaborce            |
| Družstevník Čirč           | 2 - 5           | Gerlachov                       |
| Sokol Brezovička           | 1 - 1 (3-5 dtr) | Gelnica                         |
| Široké                     | 0 - 5           | Sokol Brezovica                 |
| Ťahanovce                  | 0 - 5           | Spartak Medzev                  |
| Družstevník Malá Ida       | 5 - 1           | Kechnec                         |
| Slovan Kendice             | 3 - 0           | Dvorníky - Včeláre              |
| II.Rákóczi Ferenc Borša    | 1 - 4           | Sobrance-Sobranecko             |
| Zalužice                   | 0 - 2           | Nacina Ves                      |
| Maratón Seňa               | 1 - 3           | Lokomotíva Košice               |
| Šalková                    | 4 - 3           | Družstevník Látky               |
| Dynamo Diviaky             | 2 - 0           | Sokol Medzibrod                 |
| Slovan Žabokreky           | 0 - 2           | Bešeňová                        |
| Sásová                     | 2 - 2 (4-3 dtr) | Detva                           |
| Bacúch                     | 1 - 1 (9-8 dtr) | Revúca                          |
| Vinica                     | 0 - 3           | Hliník nad Hronom               |
| Jelšava                    | 1 - 4           | Partizán Osrblie                |
| Olováry                    | 1 - 2           | Príbelce                        |
| FILJO L.V.                 | 2 - 1           | Prameň Kováčová                 |
| Buzitka                    | 1 - 4           | Baník Veľký Krtíš               |
| Oravan Oravská Jasenica    | 1 - 2           | Sokol Zubrohlava                |
| Tatran Chlebnice           | 1 - 1 (4-3 dtr) | Tvrdošín                        |
| Liptovský Hrádok           | 2 - 6           | Družstevník Liptovská Štiavnica |
| Sokol Liesek               | 0 - 6           | Tatran Oravské Veselé           |
| Slovan Bystrička           | 4 - 1           | Nededza                         |
| Horný Hričov               | 3 - 2           | Javorník Makov                  |
| OFK Perín                  | 0 - 10          | Slávia TU Košice                |
| Slovan Poproč              | 0 - 1           | Snina                           |
| Sokol Chminianska Nová Ves | 2 - 4           | Tesla Stropkov                  |
| Kľušov                     | 1 - 4           | Partizán Bardejov               |
| Tatran Huncovce            | 0 - 7           | Odeva Lipany                    |
| Jamník                     | 2 - 2 (2-3 dtr) | Vranov nad Topľou               |
| Štefanov                   | 1 - 5           | Spartak Myjava                  |
| Tatran Cementáreň Ladce    | 0 - 3           | Jednota Bánová                  |
| Iskra Nováky               | 0 - 3           | Fomat Martin                    |
| Podlužany                  | 0 - 7           | Družstevník V.L.                |
| Jasenie                    | 1 - 3           | Podkonice                       |
| Iskra Hnúšťa               | 0 - 2           | Novohrad Lučenec                |
| Sklotatran Poltár          | -               | Fiľakovo                        |
| Jesenské                   | 3 - 3 (3-5 dtr) | Rimavská Sobota                 |
| Vinohrad Čebovce           | 0 - 3           | Baník Kalinovo                  |
| Olympia Bobrov             | 2 - 2 (4-1 dtr) | Spišské Podhradie               |
| Rosina                     | 1 - 2           | Spišská Nová Ves                |
| Čierne                     | 3 - 3 (2-4 dtr) | Poprad                          |
| Teplička nad Váhom         | 1 - 1 (2-3 dtr) | Námestovo                       |
| Slovan Nemšová             | 0 - 2           | Opatová                         |
| Fatran Varín               | 1 - 4           | Belá                            |
| Báhoň                      | 1 - 3           | Pezinok                         |
| Strečno                    | 2 - 3           | Partizán Ľubeľa                 |
| 8 agosto 2024              |                 |                                 |
| Lovča                      | 6 - 2           | Sitno Banská Štiavnica          |
| 14 agosto 2024             |                 |                                 |
| Krásnohorské Podhradie     | 0 - 4           | Rožňava                         |
| Kráľová pri Senci          | 1 - 2           | Nová Dedinka                    |
| 15 agosto 2024             |                 |                                 |
| Bidovce                    | 0 - 3           | Geča 73                         |

## Secondo turno
| Squadra 1                       | Risultato       | Squadra 2                  |
| ------------------------------- | --------------- | -------------------------- |
| 7 agosto 2024                   |                 |                            |
| Cífer 1929                      | 0 - 4           | Častkovce                  |
| 21 agosto 2024                  |                 |                            |
| Nový Život                      | 0 - 2           | Kostolné Kračany           |
| Horné Saliby                    | 0 - 7           | Šamorín                    |
| Baník Veľký Krtíš               | 0 - 6           | Pohronie                   |
| 27 agosto 2024                  |                 |                            |
| LR Crystal                      | 1 - 4           | Púchov                     |
| Besenova                        | 0 - 2           | Hamsik Academy             |
| Badín                           | 1 - 0           | Novohrad Lučenec           |
| 28 agosto 2024                  |                 |                            |
| Kysucké Nové Mesto              | 0 - 2           | Považská Bystrica          |
| NŠK Bratislava                  | 4 - 1           | Domino                     |
| Rusovce                         | 2 - 4           | Petržalka                  |
| Slovan Dubovce                  | 1 - 3           | Malženice                  |
| Nafta Gbely                     | 0 - 5           | ViOn Z.M.                  |
| Trenčianske Stankovce           | 2 - 2 (3-4 dtr) | Nové Mesto nad Váhom       |
| Nitra-Dolné Krškany             | 0 - 2           | Beluša                     |
| Banik Prievidza                 | 0 - 2           | Baník Lehota pod Vtáčnikom |
| Nevidzany                       | 1 - 4           | Gabčíkovo                  |
| Slavoj Boleráz                  | 1 - 2           | Slovan Duslo Šaľa          |
| Salka                           | 0 - 9           | DAC Dunajská Streda        |
| Košeca                          | 0 - 9           | AS Trenčín                 |
| Lokomotíva Bánov                | 0 - 6           | Nové Zámky                 |
| Čadca                           | 0 - 2           | Dolný Kubín                |
| Topoľčany                       | 0 - 3           | Fomat Martin               |
| Želiezovce                      | 0 - 2           | Družstevník V.L.           |
| Hliník nad Hronom               | 0 - 5           | Komárno                    |
| Vysoké Tatry                    | 0 - 4           | Redfox Stará Ľubovňa       |
| Kežmarok                        | 1 - 3           | Zemplín Michalovce         |
| Partizán Osrblie                | 4 - 2           | Rimavská Sobota            |
| Tatran Chlebnice                | 0 - 8           | Podbrezová                 |
| Horný Hričov                    | 0 - 7           | Žilina                     |
| Šalková                         | 0 - 7           | Podkonice                  |
| Pezinok                         | 0 - 4           | Žolík Malacky              |
| Olympia Bobrov                  | 1 - 1 (5-3 dtr) | Sokol Zubrohlava           |
| Bytča                           | 1 - 0           | Poprad                     |
| Partizán Ľubeľa                 | 1 - 0           | Zvolen                     |
| Družstevník Liptovská Štiavnica | 0 - 3           | Spišská Nová Ves           |
| Bacúch                          | 2 - 7           | Fiľakovo                   |
| Slovan Bystrička                | 0 - 3           | Námestovo                  |
| Spartak Medzev                  | 0 - 2           | Snina                      |
| Belá                            | 2 - 3           | Liptovský Mikuláš          |
| Jasenov                         | 3 - 1           | Gerlachov                  |
| Opatová                         | 0 - 2           | Sereď                      |
| Sokol Brezovica                 | 0 - 4           | FC Košice                  |
| Sásová                          | 0 - 7           | Dukla B.B.                 |
| Spartak Kvašov                  | 3 - 3 (5-3 dtr) | Jednota Bánová             |
| Harichovce                      | 0 - 2           | Odeva Lipany               |
| Vechec                          | 0 - 4           | Partizán Bardejov          |
| Tomášov                         | 0 - 0 (4-3 dtr) | Inter Bratislava           |
| Rožňava                         | 0 - 2           | Lokomotíva Košice          |
| Nová Dedinka                    | 1 - 6           | Skalica                    |
| Geča 73                         | 1 - 6           | Slávia TU Košice           |
| 3 settembre 2024                |                 |                            |
| Slovan Kendice                  | 1 - 2           | Tatran Prešov              |
| Nacina Ves                      | 3 - 1           | Sobrance-Sobranecko        |
| Gelnica                         | 2 - 4           | Tesla Stropkov             |
| 4 settembre 2024                |                 |                            |
| Šurany                          | 6 - 0           | Branč                      |
| Kamenica                        | 0 - 8           | Vranov nad Topľou          |
| FILJO L.V.                      | 1 - 6           | Baník Kalinovo             |
| Lovča                           | 1 - 4           | Príbelce                   |
| Kopčany                         | 0 - 9           | Spartak Myjava             |
| 5 settembre 2024                |                 |                            |
| Družstevník Malá Ida            | 0 - 7           | Humenné                    |
| 10 settembre 2024               |                 |                            |
| AC Nitra - futbal               | 0 - 5           | Slovan Bratislava          |
| Pokrok Stará Bystrica           | 2 - 5           | Tatran Oravské Veselé      |
| 11 settembre 2024               |                 |                            |
| Blava 1928                      | 0 - 2           | Spartak Trnava             |
| Lozorno                         | 1 - 3           | Rača                       |
| 18 settembre 2024               |                 |                            |
| Dynamo Diviaky                  | 0 - 9           | Ružomberok                 |

## Terzo turno
| Squadra 1                  | Risultato       | Squadra 2            |
| -------------------------- | --------------- | -------------------- |
| 10 settembre 2024          |                 |                      |
| Olympia Bobrov             | 0 - 9           | Podbrezová           |
| 24 settembre 2024          |                 |                      |
| Námestovo                  | 0 - 5           | Žilina               |
| Slávia TU Košice           | 0 - 3           | Tatran Prešov        |
| Beluša                     | 1 - 6           | Slovan Bratislava    |
| Tatran Oravské Veselé      | 0 - 1           | Spišská Nová Ves     |
| 25 settembre 2024          |                 |                      |
| Kostolné Kračany           | 1 - 0           | Gabčíkovo            |
| Badín                      | 1 - 3           | Dukla B.B.           |
| Spartak Kvašov             | 0 - 3           | Púchov               |
| Partizán Ľubeľa            | 0 - 5           | Hamsik Academy       |
| Žolík Malacky              | 2 - 2 (1-3 dtr) | Púchov               |
| NŠK Bratislava             | 2 - 5           | Rača                 |
| Tomášov                    | 0 - 6           | Petržalka            |
| Spartak Myjava             | 5 - 3           | Malženice            |
| Nové Mesto nad Váhom       | 0 - 2           | AS Trenčín           |
| Baník Lehota pod Vtáčnikom | 6 - 0           | Fomat Martin         |
| Šurany                     | 0 - 1           | Slovan Duslo Šaľa    |
| Družstevník V.L.           | 0 - 3           | DAC Dunajská Streda  |
| Jasenov                    | 1 - 1 (3-4 dtr) | Partizán Bardejov    |
| Partizán Osrblie           | 5 - 3           | Príbelce             |
| Dolný Kubín                | 1 - 1 (5-4 dtr) | Považská Bystrica    |
| Bytča                      | 2 - 1           | Liptovský Mikuláš    |
| Tesla Stropkov             | 1 - 4           | FC Košice            |
| Snina                      | 1 - 1 (3-2 dtr) | Humenné              |
| Nacina Ves                 | 1 - 5           | Lokomotíva Košice    |
| Vranov nad Topľou          | 1 - 4           | Redfox Stará Ľubovňa |
| 2 ottobre 2024             |                 |                      |
| Nové Zámky                 | 1 - 1 (2-3 dtr) | Šamorín              |
| Častkovce                  | 1 - 7           | Spartak Trnava       |
| 8 ottobre 2024             |                 |                      |
| Baník Kalinovo             | 2 - 0           | Pohronie             |
| 9 ottobre 2024             |                 |                      |
| Sereď                      | 0 - 3           | ViOn Z.M.            |
| Podkonice                  | 2 - 3           | Ružomberok           |
| Fiľakovo                   | 1 - 3           | Komárno              |
| Odeva Lipany               | 0 - 2           | Zemplín Michalovce   |

## Quarto turno
| Squadra 1                  | Risultato       | Squadra 2            |
| -------------------------- | --------------- | -------------------- |
| 8 ottobre 2024             |                 |                      |
| Rača                       | 4 - 0           | Partizán Bardejov    |
| 16 ottobre 2024            |                 |                      |
| Šamorín                    | 1 - 2           | Zemplín Michalovce   |
| Bytča                      | 1 - 4           | Spartak Trnava       |
| Hamsik Academy             | 0 - 4           | Komárno              |
| Spartak Myjava             | 3 - 1           | Lokomotíva Košice    |
| Snina                      | 1 - 1 (2-4 dtr) | Dolný Kubín          |
| Púchov                     | 0 - 2           | Podbrezová           |
| Petržalka                  | 0 - 3           | FC Košice            |
| Partizán Osrblie           | 0 - 8           | Žilina               |
| Baník Lehota pod Vtáčnikom | 1 - 2           | AS Trenčín           |
| Baník Kalinovo             | 1 - 2           | Dukla B.B.           |
| 22 ottobre 2024            |                 |                      |
| Tatran Prešov              | 3 - 2           | Skalica              |
| ViOn Z.M.                  | 0 - 0 (4-2 dtr) | Redfox Stará Ľubovňa |
| 23 ottobre 2024            |                 |                      |
| Kostolné Kračany           | 0 - 3           | Ružomberok           |
| Slovan Duslo Šaľa          | 1 - 2           | DAC Dunajská Streda  |
| 26 ottobre 2024            |                 |                      |
| Spišská Nová Ves           | 0 - 2           | Slovan Bratislava    |

## Ottavi di finale
| Squadra 1           | Risultato       | Squadra 2   |
| ------------------- | --------------- | ----------- |
| 5 novembre 2024     |                 |             |
| ViOn Z.M.           | 6 - 1           | Dolný Kubín |
| 6 novembre 2024     |                 |             |
| Zemplín Michalovce  | 1 - 1 (3-4 dtr) | Žilina      |
| DAC Dunajská Streda | 0 - 2           | Dukla B.B.  |
| Tatran Prešov       | 2 - 1           | Rača        |
| Spartak Myjava      | 1 - 3           | FC Košice   |
| 13 novembre 2024    |                 |             |
| Ružomberok          | 2 - 0           | Komárno     |
| 14 novembre 2024    |                 |             |
| Spartak Trnava      | 1 - 1 (3-2 dtr) | Podbrezová  |
| 4 febbraio 2025     |                 |             |
| Slovan Bratislava   | 3 - 1           | AS Trenčín  |

## Quarti di finale
| Squadra 1     | Risultato | Squadra 2         |
| ------------- | --------- | ----------------- |
| 11 marzo 2025 |           |                   |
| Žilina        | 0 - 2     | Spartak Trnava    |
| ViOn Z.M.     | 1 - 2     | Ružomberok        |
| 12 marzo 2025 |           |                   |
| Dukla B.B.    | 1 - 0     | Tatran Prešov     |
| FC Košice     | 0 - 1     | Slovan Bratislava |

## Semifinali
| Squadra 1                          | Totale          | Squadra 2      | Andata | Ritorno     |
| ---------------------------------- | --------------- | -------------- | ------ | ----------- |
| 1 - 2 aprile / 15 - 16 aprile 2025 |                 |                |        |             |
| Ružomberok                         | 4 - 1           | Dukla B.B.     | 2 - 1  | 2 - 0       |
| Slovan Bratislava                  | 3 - 3 (2-4 dtr) | Spartak Trnava | 2 - 1  | 1 - 2 (dts) |

## Finale
| Arbitro: | M.Smolak |

|  |           |            |
|  | Marcatori | 31’ Daniel |